# عقاب خال‌دار کوچک

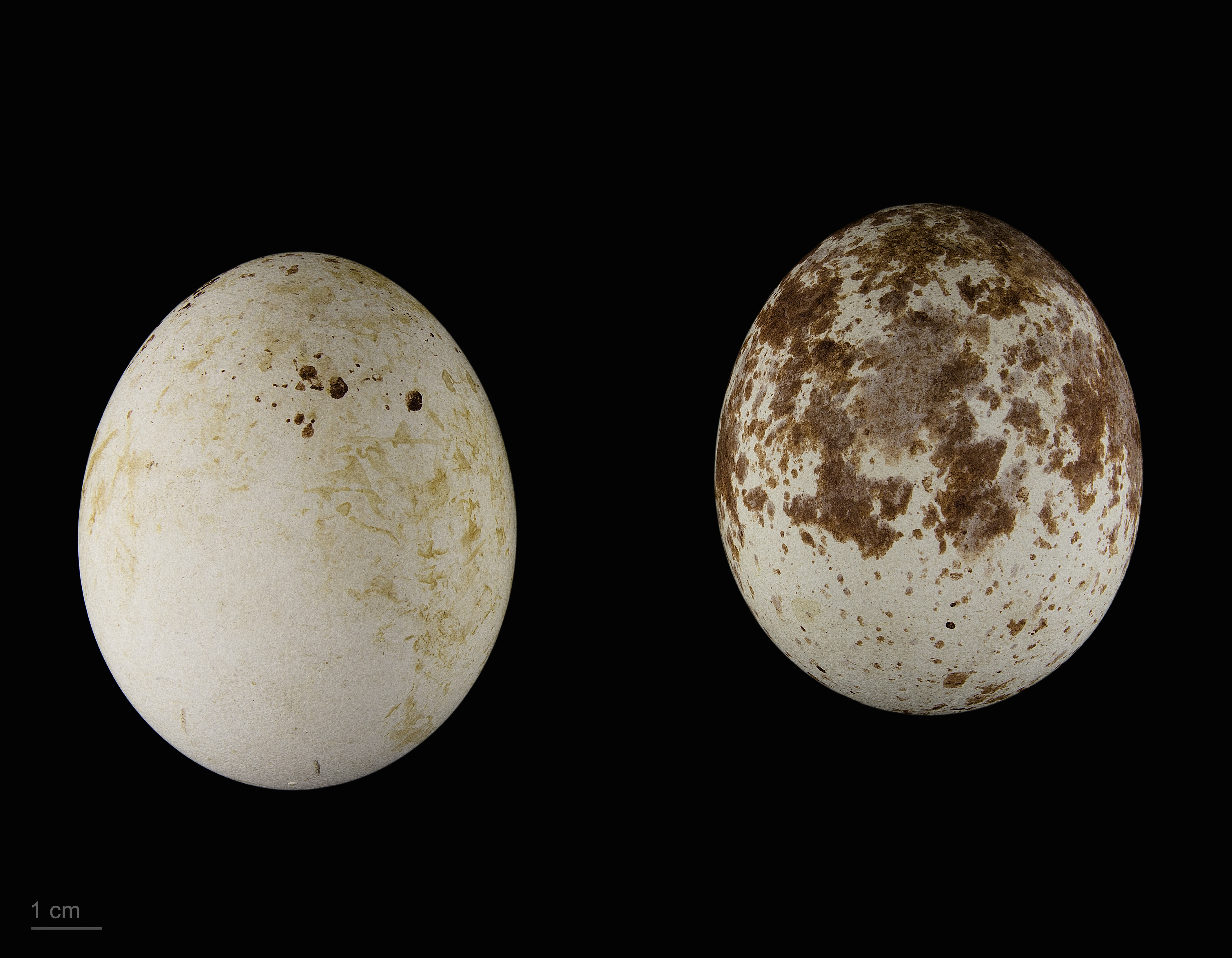
Clanga pomarina

عقاب خال‌دار کوچک یا عقاب جنگلی (نام علمی: Aquila pomarina) یک پرنده شکاری از تیرهٔ عقابیان است. این پرنده در ایران نیز یافت می‌شود.